# Giovanni Lanfranco

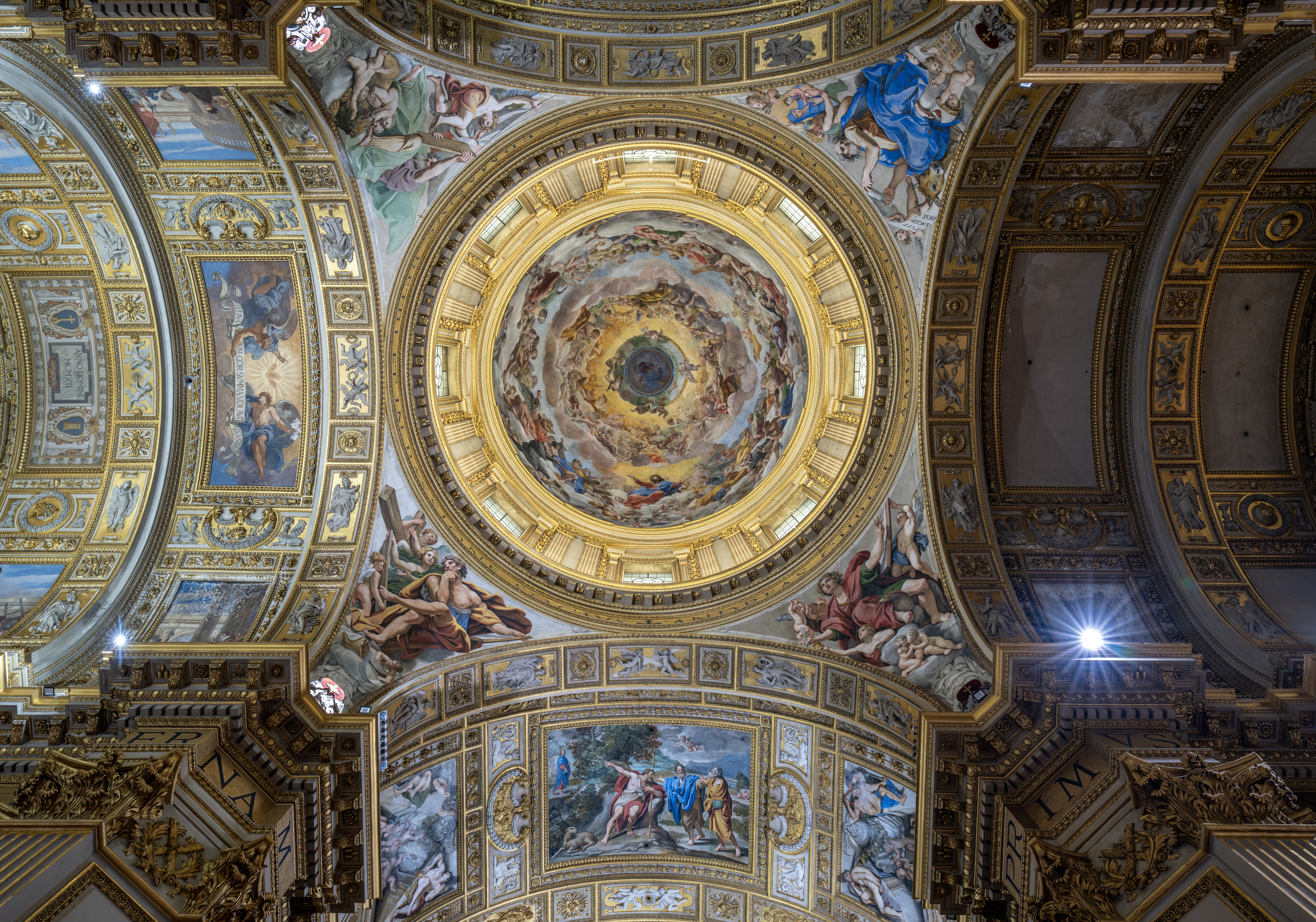
A Sant’Andrea della Valle bazilika freskói

Giovanni Lanfranco (Parma, 1582. január 26. – Róma, 1647. november 30.) olasz barokk festő.

## Életútja
Parmában született és ott töltötte inaséveit a bolognai származású Agostino Carraccinál. Sisto Badalocchióval is dolgozott együtt a Farnese-palota díszítésénél. Agostino halála (1602) után mindketten Rómába, Annibale Carracci műhelyébe mentek, aki akkor készítette a Farnese-palota mennyezetének híres remekművét. Lanfranco a Polüphémosz és Galateia részletet készítette. Ezután Carracci alkalmazásában, Guido Reni és Francesco Albani társaságában a Herrera-kápolna freskóját készítette el a San Giacomo degli Spagnoli (1602-1607) kápolnájában. Közreműködött a Nagy Szent Gergely (San Gregorio Magno), valamint a Cappella Paolina freskóinak elkészítésében a Santa Maria Maggiore-bazilikában.
1605-ben önálló megbízásokat kapott, mint a Palazzetto Farnese egy képének (Camerino degli Eremiti) megfestése. Annibale Carracci 1609-es halála után Lanfranco két évre visszatért Parmába, ahol találkozott Bartolomeo Schedonival. 1612-1615 közt újra Rómában élt, ahol Carracci három legnevesebb tanítványa, Reni, Albani és Domenichino versengett egymással a patrónusok kegyeiért. Reni hamarosan Nápolyba és Bolognába távozott. Az ezt követő hónapokban Lanfranco és Domenichio közt éles versengés folyt a nagy freskó-megrendelésekért. Lanfranco nem teljesen alaptalanul azzal vádolta meg Domenichiót, hogy a Szent Jeromos hitvallása című festménye, mely ma a Vatikánban látható, plagiátum.
Eltérően Domenichiótól, Lanfranco stílusa eklektikus. Művei Carracci kései munkáira emlékeztetnek, míg más műveire Caravaggio volt hatással. Rövidesen V. Pál pápa körének befolyásos művésze lett. Utóda, XV. Gergely pápa Guercino és Domenichino műveit részesítette előnyben. Lanfranco főművét, a Sant'Andrea della Valle dóm freskóját 1627-ben fejezte be, mely Correggio úttörő művének hatása alatt állt, amely a parmai dóm számára készült.